# CD53
El antígeno de superficie leucocitario CD53 es una proteína que en humanos está codificada por el gen CD53. 
La proteína codificada por este gen es miembro de la superfamilia transmembrana 4, también conocida como familia de las tetraspaninas. La mayoría de estos miembros son proteínas de la superficie celular que se caracterizan por la presencia de cuatro dominios hidrofóbicos. Las proteínas median eventos de transducción de señales que desempeñan un papel en la regulación del desarrollo, activación, crecimiento y motilidad celular. Esta proteína codificada es una glicoproteína de la superficie celular que se sabe que forma complejos con integrinas. Contribuye a la transducción de señales generadas por CD2 en células T y células asesinas naturales y se ha sugerido que desempeña un papel en la regulación del crecimiento. La deficiencia familiar de este gen se ha relacionado con una inmunodeficiencia asociada con enfermedades infecciosas recurrentes causadas por bacterias, hongos y virus. El empalme alternativo da como resultado múltiples variantes de transcripción que codifican la misma proteína. 

## Otras lecturas
- Horejsí V, Vlcek C (1991). «Novel structurally distinct family of leucocyte surface glycoproteins including CD9, CD37, CD53 and CD63». FEBS Lett. 288 (1–2): 1-4. PMID 1879540. S2CID 26316623. doi:10.1016/0014-5793(91)80988-F.
- Berditchevski F (2002). «Complexes of tetraspanins with integrins: more than meets the eye». J. Cell Sci. 114 (Pt 23): 4143-51. PMID 11739647. doi:10.1242/jcs.114.23.4143.
- Bell GM, Seaman WE, Niemi EC, Imboden JB (1992). «The OX-44 molecule couples to signaling pathways and is associated with CD2 on rat T lymphocytes and a natural killer cell line». J. Exp. Med. 175 (2): 527-536. PMC 2119111. PMID 1346273. doi:10.1084/jem.175.2.527.
- Angelisová P; Vlcek C; Stefanová I et al. (1990). «The human leucocyte surface antigen CD53 is a protein structurally similar to the CD37 and MRC OX-44 antigens». Immunogenetics 32 (4): 281-285. PMID 1700763. S2CID 42139537. doi:10.1007/BF00187099.
- Amiot M (1991). «Identification and analysis of cDNA clones encoding CD53. A pan-leukocyte antigen related to membrane transport proteins». J. Immunol. 145 (12): 4322-5. PMID 2258620. doi:10.4049/jimmunol.145.12.4322.
- Dianzani U; Bragardo M; Buonfiglio D et al. (1995). «Modulation of CD4 lateral interaction with lymphocyte surface molecules induced by HIV-1 gp120». Eur. J. Immunol. 25 (5): 1306-1311. PMID 7539755. S2CID 37717142. doi:10.1002/eji.1830250526.
- Carmo AM, Wright MD (1995). «Association of the transmembrane 4 superfamily molecule CD53 with a tyrosine phosphatase activity». Eur. J. Immunol. 25 (7): 2090-2095. PMID 7621882. S2CID 44551148. doi:10.1002/eji.1830250743.
- Rasmussen AM; Blomhoff HK; Stokke T et al. (1994). «Cross-linking of CD53 promotes activation of resting human B lymphocytes». J. Immunol. 153 (11): 4997-5007. PMID 7963560. doi:10.4049/jimmunol.153.11.4997.
- Gonzalez ME; Pardo-Manuel de Villena F; Fernandez-Ruiz E et al. (1994). «The human CD53 gene, coding for a four transmembrane domain protein, maps to chromosomal region 1p13». Genomics 18 (3): 725-728. PMID 8307585. doi:10.1016/S0888-7543(05)80385-4. hdl:10261/72861.
- Olweus J, Lund-Johansen F, Horejsi V (1993). «CD53, a protein with four membrane-spanning domains, mediates signal transduction in human monocytes and B cells». J. Immunol. 151 (2): 707-16. PMID 8335905. doi:10.4049/jimmunol.151.2.707.
- Taguchi T; Bellacosa A; Zhou JY et al. (1993). «Chromosomal localization of the Ox-44 (CD53) leukocyte antigen gene in man and rodents». Cytogenet. Cell Genet. 64 (3–4): 217-221. PMID 8404042. doi:10.1159/000133580.
- Virtaneva KI; Angelisová P; Baumruker T et al. (1993). «The genes for CD37, CD53, and R2, all members of a novel gene family, are located on different chromosomes». Immunogenetics 37 (6): 461-465. PMID 8436422. S2CID 8899453. doi:10.1007/BF00222471. hdl:10138/157839.
- Wright MD; Rochelle JM; Tomlinson MG et al. (1993). «Gene structure, chromosomal localization, and protein sequence of mouse CD53 (Cd53): evidence that the transmembrane 4 superfamily arose by gene duplication». Int. Immunol. 5 (2): 209-216. PMID 8452817. doi:10.1093/intimm/5.2.209.
- Mannion BA; Berditchevski F; Kraeft SK et al. (1996). «Transmembrane-4 superfamily proteins CD81 (TAPA-1), CD82, CD63, and CD53 specifically associated with integrin alpha 4 beta 1 (CD49d/CD29)». J. Immunol. 157 (5): 2039-47. PMID 8757325. doi:10.4049/jimmunol.157.5.2039.
- Szöllósi J; Horejsí V; Bene L et al. (1996). «Supramolecular complexes of MHC class I, MHC class II, CD20, and tetraspan molecules (CD53, CD81, and CD82) at the surface of a B cell line JY». J. Immunol. 157 (7): 2939-46. PMID 8816400. doi:10.4049/jimmunol.157.7.2939.
- Okochi H; Kato M; Nashiro K et al. (1998). «Expression of tetra-spans transmembrane family (CD9, CD37, CD53, CD63, CD81 and CD82) in normal and neoplastic human keratinocytes: an association of CD9 with alpha 3 beta 1 integrin». Br. J. Dermatol. 137 (6): 856-863. PMID 9470900. doi:10.1111/j.1365-2133.1997.tb01544.x.
- Nichols TC; Guthridge JM; Karp DR et al. (1999). «Gamma-glutamyl transpeptidase, an ecto-enzyme regulator of intracellular redox potential, is a component of TM4 signal transduction complexes». Eur. J. Immunol. 28 (12): 4123-4129. PMID 9862348. S2CID 1333672. doi:10.1002/(SICI)1521-4141(199812)28:12<4123::AID-IMMU4123>3.0.CO;2-G.
- Serru V; Le Naour F; Billard M et al. (1999). «Selective tetraspan-integrin complexes (CD81/alpha4beta1, CD151/alpha3beta1, CD151/alpha6beta1) under conditions disrupting tetraspan interactions». Biochem. J. 340 (1): 103-11. PMC 1220227. PMID 10229664. doi:10.1042/0264-6021:3400103.